# Station Stuvsta
Stuvsta is een station van het stadsgewestelijk spoorwegnet van Stockholm in de gemeente Huddinge op 11,5 kilometer ten zuiden van Stockholm C.

## Geschiedenis
In 1918 werd hier een lokale treinhalte geopend aan de westelijke hoofdlijn om een nieuwe woonwijk te bedienen. Stufstabolaget bekostigde de stationsbouw en droeg het station vervolgens over aan SJ, destijds een gebruikelijke procedure als het gaat om haltes in de voorsteden rond Stockholm. Het eerste stationsgebouw werd in 1917-1918 gebouwd, dat sinds 1958 in gebruik is als woning. In 1958 werd een nieuw stationsgebouw opgetrokken, dat in de jaren 80 van de 20e eeuw werd gesloopt toen de lijn werd uitgebouwd naar vier sporen.

## Ligging en inrichting
Het station uit 1986 heeft een eilandperron met een stationshal op de zuidkop van het perron. De twee sporen langs het perron worden gebruikt voor het voorstadsverkeer, terwijl de buitenste sporen gebruikt worden door het overige treinverkeer. De stationshal is toegankelijk vanuit een reizigerstunnel tussen een bescheiden ingang aan de westkant en Stuvsta Torg aan de oostkant van het spoor. Stuvsta kent ongeveer 3.300 instappers/dag (2015).

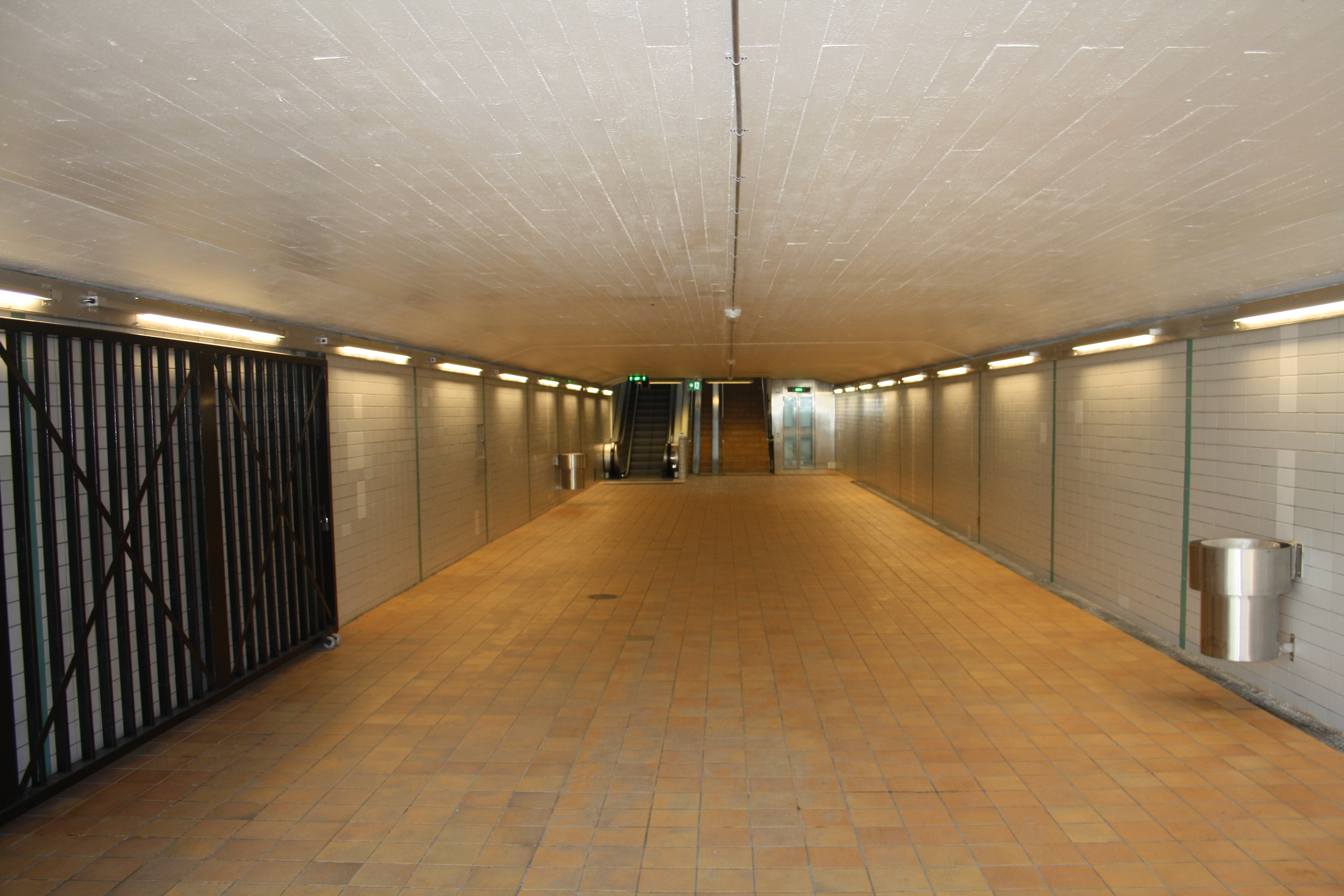
De tunnel onder het spoor.
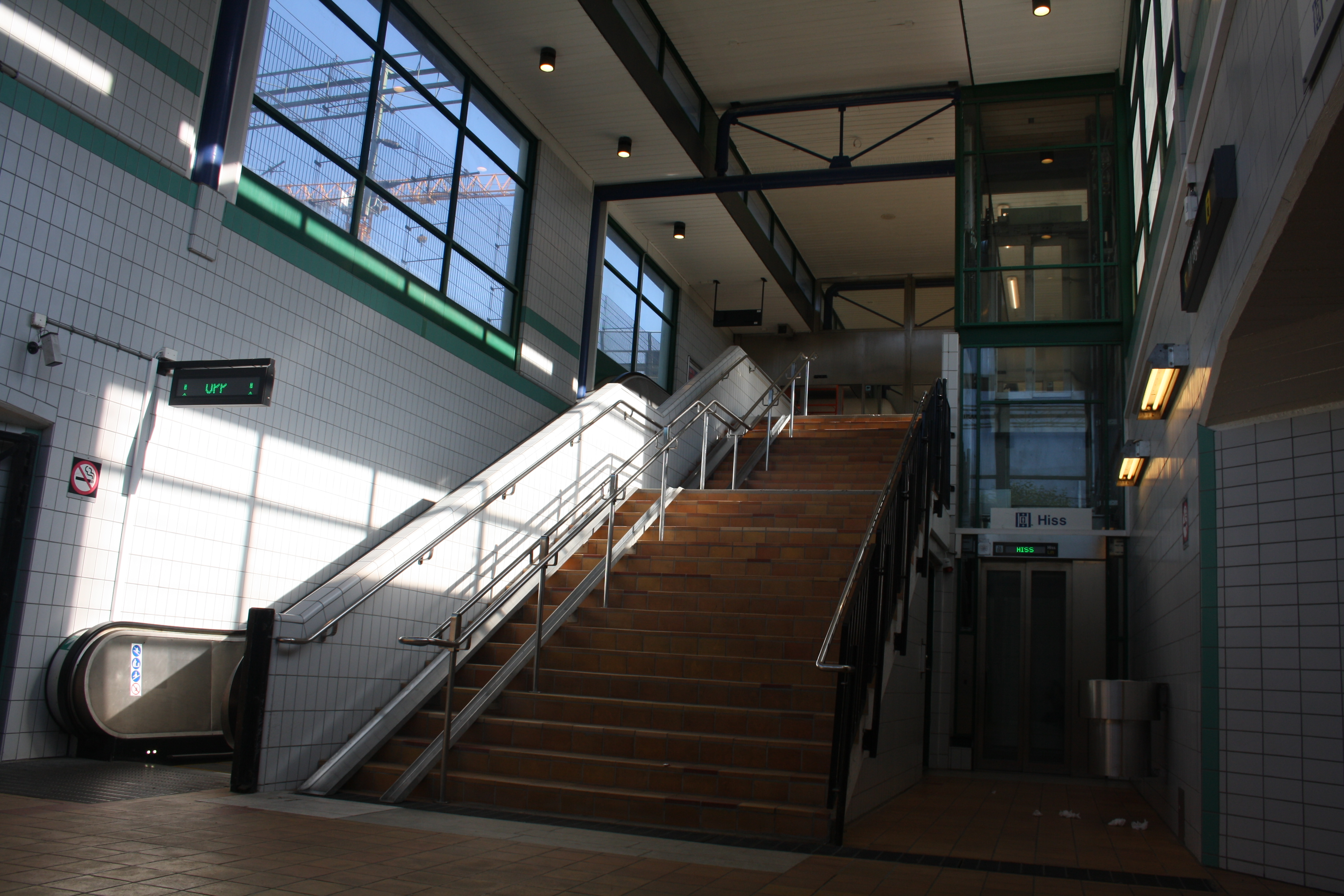
Tussen tunnel en stationshal.
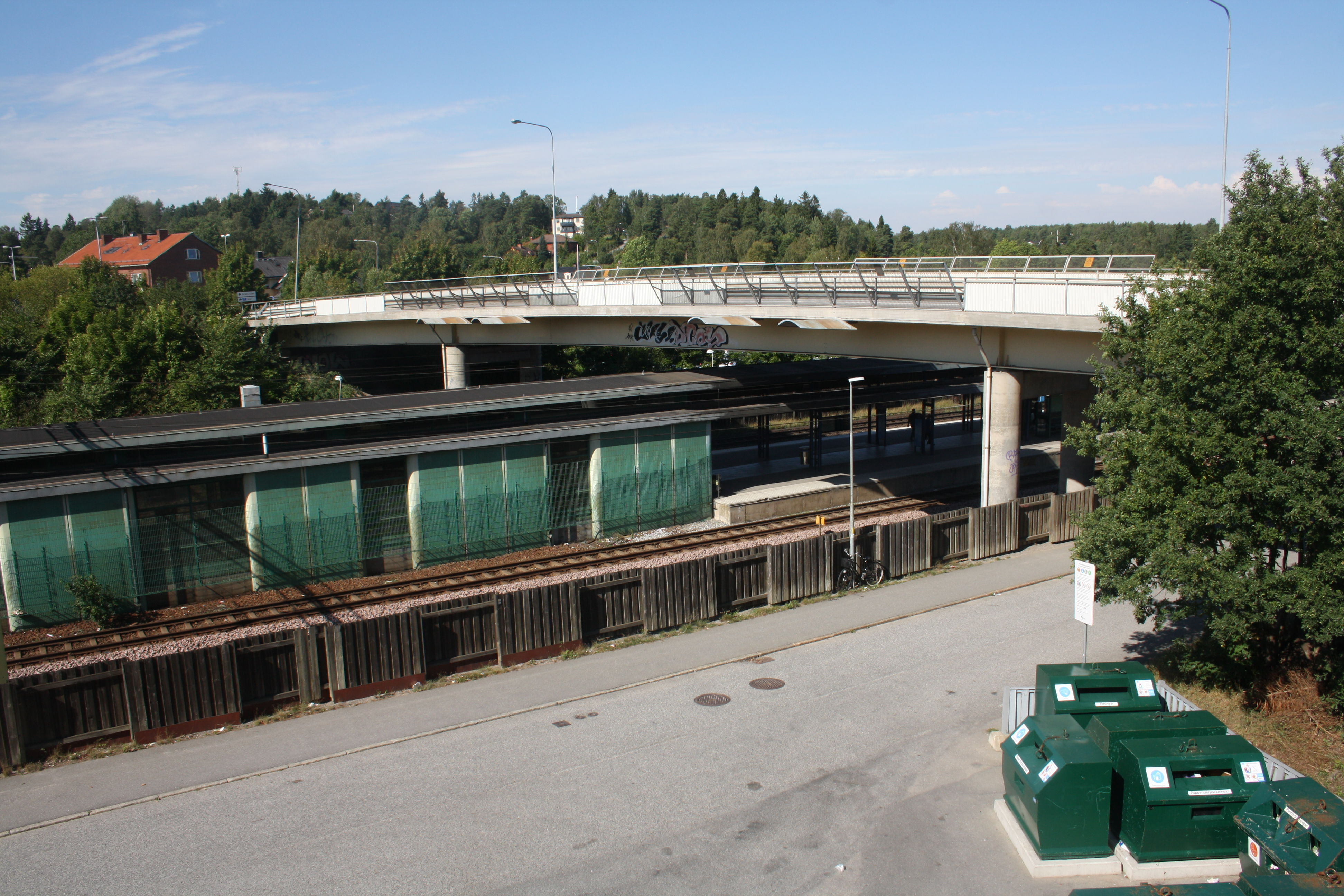
De stationshal van buiten.